# Коалиция за будущее Квебека
Коалиция за будущее Квебека (фр. Coalition Avenir Québec, CAQ, англ.  Coalition for the Future of Quebec) — политическая партия в канадской провинции Квебек.
Создали Коалицию бывший министр, бывший член Квебекской партии Франсуа Лего, (фр. François Legault) и предприниматель Шарль Сируа, (фр. Charles Sirois). Цель партии: «укрепить основы нашего общества» и «предложить объединяющий план действий». На практике речь идёт о радикальных реформах, которые бы улучшили ситуацию в медицинском обеспечении, образовании и экономике. В частности, планируется сокращение госаппарата.
4 ноября 2011 г. Коалиция была официально зарегистрирована в качестве политической партии. 22 января 2012 в её состав вошла бывшая партия Демократическое действие Квебека.
Согласно данным опроса в марте 2011 г., если бы выборы в Квебекский парламент проши в феврале или марте 2011, Коалиция бы победила на них. Однако уже в начале 2012 г. рейтинг партии резко упал и остаётся на более низком уровне, чем у её основных конкурентов — Квебекской партии и Либеральной партии Квебека.
В ходе выборов в сентябре 2012 г. партия получила 19 мест в Национальном собрании Квебека (на 10 больше, чем на прошлых выборах).
Накануне всеобщих выборов в Квебеке 2018 г. опросы вновь показали резкий рост популярности коалиции - по состоянию на март 2018 г. она опережала прочие партии Квебека. В октябре партия победила на провинциальных выборах, и стала правящей в Квебеке.